# Kagora (periodiskt vattendrag)
Kagora är ett periodiskt vattendrag i Burundi.   Det ligger i provinsen Muyinga, i den centrala delen av landet, 100 kilometer öster om huvudstaden Bujumbura.
Omgivningarna runt Kagora är en mosaik av jordbruksmark och naturlig växtlighet. Runt Kagora är det ganska tätbefolkat, med 179 invånare per kvadratkilometer.